# Генрі Боверс
Генрі Робертсон Боверс (англ. Henry Robertson Bowers; 29 липня 1883, Грінок — 29 березня 1912, Антарктида) — лейтенант Корпусу морської піхоти Королівського ВМФ Великої Британії в Індії, британський полярний дослідник. Учасник антарктичної експедицій «Терра Нова» Роберта Скотта. Був обраний Скоттом і увійшов до складу полюсної партії, яка складалася із п'яти чоловік, і повинна була безпосередньо підкорити Південний полюс.

## Дитинство і юність
Генрі Боверс народився 29 липня 1883 року у місті Грінок, на заході Шотландії. Коли йому було три роки, в Рангуні помирає його батько і весь тягар по вихованню сина ліг на плечі матері.
У січні 1896 року разом із сім'єю переїжджає в Streatham, (район південного Лондона), і живе на вулиці Pathfield 19, де пані Боверс проживала до 1899 року. В 1896–1897 роках вчився у місцевій середній школі для хлопчиків на вулиці Pinfold. Будівля школи збереглася до наших днів, як приміщення обчислювального центру місцевої бібліотеки.
Вперше в море Боверс вийшов, як курсант торгового флоту на навчальному судні «Worcester», а потім перейшов на судно «Loch Torridon», на якому п'ять разів виходив у відкритий океан. У 1905 році вступив на службу в індійський Королівський флот Великої Британії, в чині молодшого лейтенанта служив на Цейлоні і Бірмі, був командиром канонерського човна на річці Іраваді. Пізніше служив на кораблі «Fox», запобігаючи нелегальному транспортуванню зброї в Перській затоці.

## Експедиція «Терра Нова»
Боверс приєднався до експедиції «Терра Нова» Роберта Скотта в 1910 році, прочитавши звіт про його першу  експедицію на«Діскавері», і експедицію Ернеста Шеклтона на  «Німроді». Хоча Боверс був уже досить досвідченим моряком, але полярного досвіду у нього не було. Попри це, він був рекомендований Скотту екс-президентом Королівського географічного товариства сером Клементом Маркемом, який був головним організатором першої експедиції Скотта. Маркем вперше зустрівся із Боверсом на борту судна «Worcester» і був настільки ним вражений, що Скотт запросив Боверса приєднатися до експедиції навіть без співбесіди. Коли відбулася їхня перша зустріч, Скотт побачив перед собою низькорослого вгодованого молодого чоловіка, який не справив на нього настільки ж позитивного враження, як на Маркема.
Боверс все ж був зарахований для участі в експедиції, на посаду каптенармуса. Спочатку вся його роль зводилася до завідування судновим складом, проте Боверс швидко відзначився своїми організаторськими здібностями. Коли «Терра Нова» покинула Нову Зеландію, Скотт призначив його членом берегової партії, що відповідала за розвантаження корабля, облаштування складів, навігацію і розташування перевалочних баз. Екстраординарна пам'ять Боверса відіграла в цій експедиції не останню роль.
Антарктичною зимою в полярну ніч в липні — серпні 1911 року Боверс, разом з Едвардом Вілсоном і його асистентом Епслі Черрі-Гаррардом здійснили похід до лежбища імператорських пінгвінів на мисі Крозьє (східна окраїна острова Росса) для досліджень яєць пінгвінів, випробувань полярного спорядження в період полярної ночі, а також виконання програми геологічних, магнітних і метеорологічних досліджень.:397 60-мильний вояж був здійснений майже в повній темряві при температурі від −40,0 °C до −56 °C. Одного разу сильним вітром було знесено їх намет, після чого троє мандрівників майже дві доби провели на снігу, просто неба в спальних мішках, чекаючи закінчення заметілі. 1 серпня, змучені і обморожені, троє полярників повернулися на зимівельну базу після п'яти тижнів досліджень. Їм вдалося здобути три насиджених яйця імператорського пінгвіна. Черрі-Гаррард у своїх мемуарах «Найжахливіша подорож на світі» (1922) назвав цей похід «Зимовою експедицією».

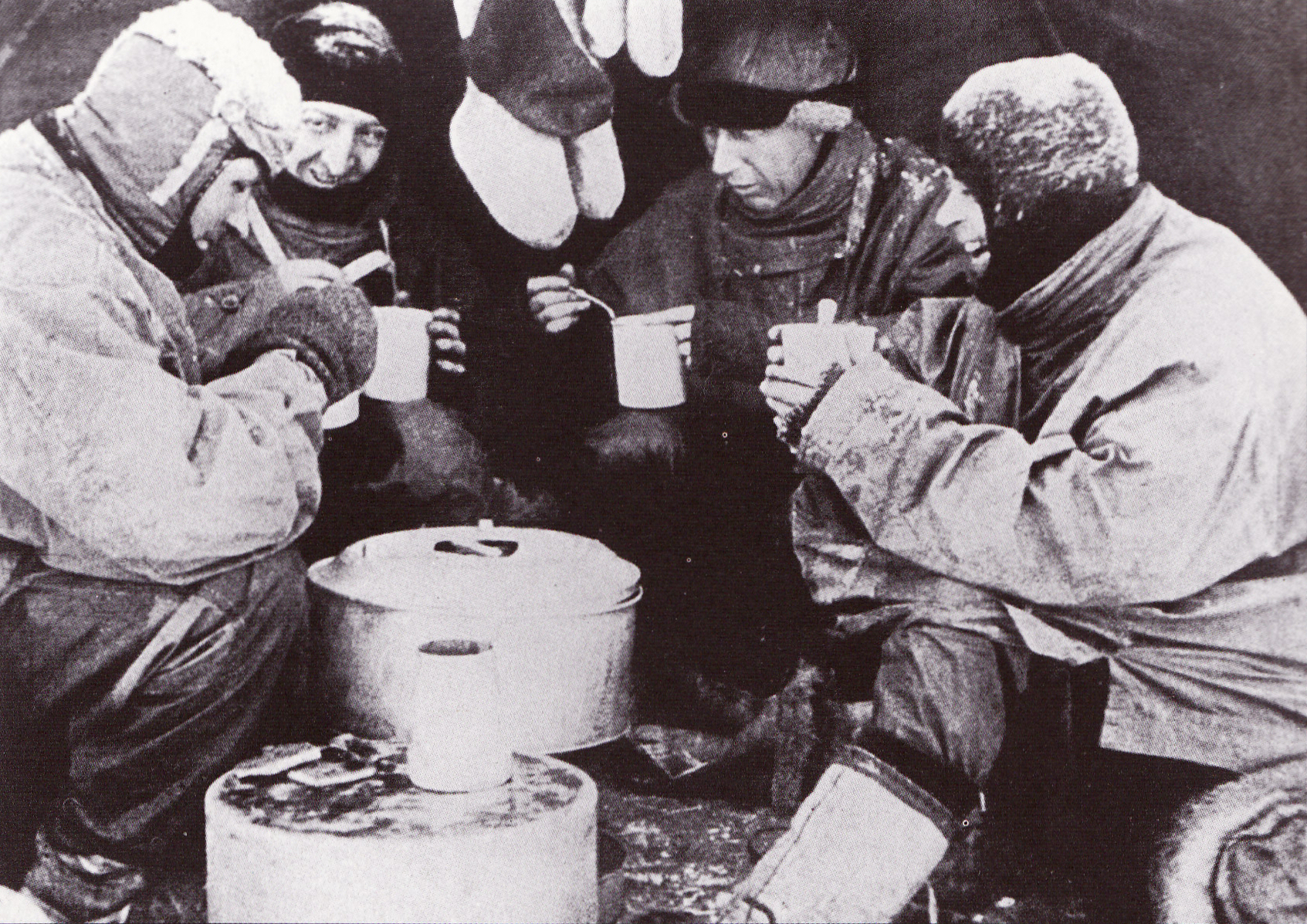
Прийому їжі. Генрі Боверс (другий зліва)

1 листопада 1911 року почався довгий похід до Південного полюса. Кілька допоміжних груп було надіслано на різних засобах пересування, і пересувалися вони з різною швидкістю, для закладки перевалочних таборів. Згодом, вони, виконавши свою місію, повертали назад, а ще чотири мандрівники повинні були зробити ривок до полюса. Спочатку Скотт не планував включати Боверса в свою полярну партію. Він був членом санної партії під керівництвом помічника капітана «Терра Нова» Едварда Еванса, в чию задачу входило повернути в зворотний шлях останнім. Але 4 січня 1912 року, коли Еванс мав рушати в зворотний шлях, Боеурс несподівано був включений п'ятим членом в полюсну партію. Деякі біографи Скотта стверджують, що це було імпульсивне рішення, яке, цілком імовірно, скоротило шанси на виживання всіх членів походу (запаси продовольства були розраховані на чотирьох осіб). Тим не менш, інші, такі як дослідник Антарктики Ранульф Файннс, вказали, що це логічне рішення, метою якого було збільшити швидкість пересування партії. Інші зауважують, що, ймовірно, Буерс знадобився Скотту на Південному полюсі, як ще один досвідчений штурман і знавець навігації. Скотт хотів уникнути всіма силами таких суперечок, які розгорілися в свій час між Фредеріком Куком і Робертом Пірі.
16 січня 1912 року партія Скотта наблизилася до полюса. Боверс першим помітив на горизонті чорну точку, яка згодом виявилася чорним прапором, прив'язаним на полозі від саней. І тільки 18 січня мандрівники досягли полюса і виявили там табір експедиції Руаля Амундсена. З записки, залишеної Амундсеном Скотту, стало відомо, що норвежці випередили їх на 35 днів. Зробивши кілька знімків і начерків, спорудивши невеликий курган із льоду і снігу, встановивши на ньому англійський прапор, супутники Роберта пустилися в зворотний шлях, який, як і припускав Скотт, перетворився на відчайдушну боротьбу.
Першим, 17 лютого, біля підніжжя льодовика Бірдмора помер Едгар Еванс, імовірно від черепної травми яку він отримав напередодні, від падіння в льодовикову тріщину. 16 березня на льодовику Росса Лоуренс Оутс, який вже не міг нормально пересуватися, вийшов із намету босоніж в сорокаградусний мороз і люту заметіль в марній спроби дати шанс на порятунок своїм товаришам. Після цього, троє членів партії, які залишилися в живих, йшли ще три дні і подолали близько 20 миль, попри обморожені кінцівки і гангрену ніг. В 11 милях від останнього перевалочного табору «Одна тонна», 20 березня, вони були зупинені сильним бураном. До 29 березня ситуація не змінилася, а у мандрівників стало кінчатися паливо і продовольство. Скотт зі своїми супутниками написали прощальні листи друзям і знайомим. Було також записано «Послання до громадськості», а останні рядки із щоденника Скотта свідчать:
Ми слабшаємо і смерть, звичайно, вже близько. Шкода, але не думаю, що зможу писати ще.
Заради Бога, не залиште наших близьких!
Їх тіла були знайдені пошуковою партією навесні наступного року, 12 листопада, за 148 миль від базового табору на острові Росса. Здавалося, що Вілсон і Боверс померли уві сні: спальні мішки були закриті над їх головами, як ніби це зробили вони самі. Намет був опущений над тілами і послужив похоронним саваном, а над ним було насипано невеликий курган із льоду і снігу, увінчаний хрестом, збитим із пари лиж.

## Характеристика Боверса
Боверс був низькорослим, в п'ять футів чотири дюйми, коренастим чоловіком. У нього було руде волосся і ніс — схожий на пташиний дзьоб, через що, серед своїх колег він отримав прізвисько «Пташка». Він був відомий своєю витривалістю, надійністю, і життєрадісністю. За відомостями Ладлема, Боверс користувався репутацією найсильнішої людини на «Терра Нова». Епслі Черрі-Гаррард, один із учасників експедиції, відмітив, що його «працездатність була величезною», і що «він був прозоро простий, прямий і безкорисливий». У своєму щоденнику, Скотт писав про Боверса: «Маленький Боверс залишається чудом — все це йому дуже подобається. Я переклав на нього всі турботи про продовольство, і він завжди точно знає, чим ми володіємо… Він не обтяжується нічим, не існує роботи, яку він вважав би занадто важкою»
В листі до матері Боверса Скотт писав: «У міру того як росли труднощі, безстрашний дух Боверса виблискував все яскравіше, і він залишався бадьорим, повним надії і непохитним до кінця. Він залишається не себелюбним, самовідданим і дивовижно повним надій до кінця і вірить в боже милосердя до вас».

## Пам'ять

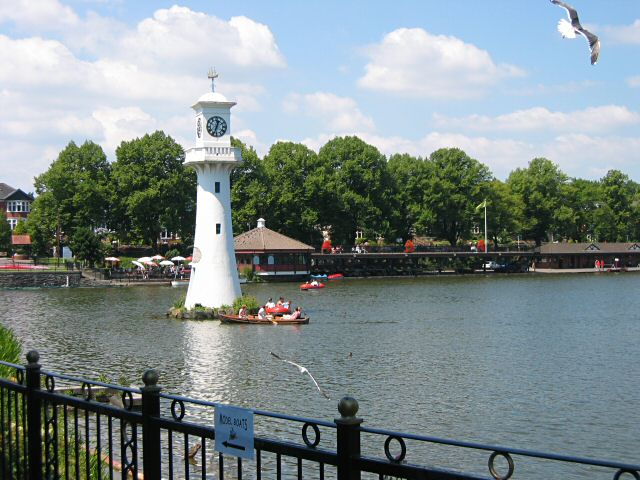
«Маяк Скотта»

Членами пошукової експедиції над місцем спочинку останніх членів походу до Південного полюса було насипано невеликий курган з льоду і снігу, а напис на встановленому хресті містив слова:

Цей хрест і курган споруджені над тілами капітана Скотта, кав. орд. Вікторії, офіцера королівського флоту, доктора Е. А. Вілсона, бакалавра медицини Кембриджського університету, і лейтенанта Г. Р. Боверса, офіцера королівського індійського флоту, — як слабкий знак увічнення їх успішної та доблесної спроби досягти полюса.

Іменем Боверса був названий льодовик, відкритий ще під час першої експедиції Скотта в Антарктиду. На Маяку Скотта в парку Роат на озері міста Кардіфф Південного Уельсу, є меморіальна дошка, на якій перераховані всі члени експедиції Роберта Скотта, включаючи Генрі Боверса. Безліч інших пам'ятників і монументів було споруджено по всьому світу в пам'ять про загиблих.
Боверсу присвячена невелика виставка на острові Бьют в музеї міста Ротсей, на околиці якого і провів більшу частину свого дитинства Генрі Боверс.
Матері і сестрам Боверса уряд Індії призначив довічні виплати по 100 фунтів на рік. Також мати і двоє дочок Боверса отримали £ 4 5001 500 фунтів стерлінгів (330 000 фунтів за мірками 2009 року) з Меморіального фонду Скотта.